# Larix czekanowskii
Larix czekanowskii là một loài thực vật hạt trần trong họ Thông. Loài này được Szafer miêu tả khoa học đầu tiên năm 1913.